# Halictus mucoreus
Halictus mucoreus is een vliesvleugelig insect uit de familie Halictidae. De wetenschappelijke naam van de soort is voor het eerst geldig gepubliceerd in 1852 door Eversmann.